# Podnoszenie ciężarów na Letnich Igrzyskach Olimpijskich 2000 – waga lekka mężczyzn
Rywalizacja w wadze do 69 kg mężczyzn w podnoszeniu ciężarów na Letnich Igrzyskach Olimpijskich 2000 odbyła się 20 września 2000 roku w hali Sydney Convention and Exhibition Centre. W rywalizacji wystartowało 17 zawodników z 14 krajów. Tytułu sprzed czterech lat nie obronił Chińczyk Zhan Xugang, który tym razem nie startował. Nowym mistrzem olimpijskim został Bułgar Gyłybin Boewski, srebrny medal wywalczył jego rodak - Georgi Markow, a trzecie miejsce zajął Siarhiej Łaurenau z Białorusi.

## Wyniki
| Pozycja | Zawodnik          | Reprezentacja    | Waga  | Rwanie | Rwanie | Rwanie | Podrzut | Podrzut | Podrzut | Wynik |
| Pozycja | Zawodnik          | Reprezentacja    | Waga  | 1      | 2      | 3      | 1       | 2       | 3       | Wynik |
| ------- | ----------------- | ---------------- | ----- | ------ | ------ | ------ | ------- | ------- | ------- | ----- |
| 1. !    | Gyłybin Boewski   | Bułgaria         | 68,78 | 155,0  | 160,0  | 162,5  | 185,0   | 190,0   | 196,5   | 357,5 |
| 2. !    | Georgi Markow     | Bułgaria         | 68,92 | 155,0  | 160,0  | 165,0  | 182,5   | 187,5   | 192,5   | 352,5 |
| 3. !    | Siarhiej Łaurenau | Białoruś         | 68,42 | 152,5  | 157,5  | 163,0  | 182,5   | 187,5   | 187,5   | 340,0 |
| 4       | Zhang Guozheng    | Chiny            | 68,64 | 150,0  | 150,0  | 152,5  | 185,0   | 185,0   | 190,0   | 337,5 |
| 5       | Rudik Petrosjan   | Armenia          | 68,84 | 142,5  | 147,5  | 150,0  | 182,5   | 187,5   | 192,5   | 335,0 |
| 6       | Walerios Leonidis | Grecja           | 68,40 | 145,0  | 150,0  | 150,0  | 185,0   | 185,0   | 185,0   | 330,0 |
| 7       | Lee Bae-young     | Korea Południowa | 68,64 | 142,5  | 142,5  | 147,5  | 180,0   | 187,5   | 187,5   | 330,0 |
| 8       | Kim Hak-bong      | Korea Południowa | 68,84 | 142,5  | 147,5  | 150,0  | 180,0   | 182,5   | 182,5   | 330,0 |
| 9       | Turan Mirzayev    | Azerbejdżan      | 68,50 | 140,0  | 145,0  | 147,5  | 175,0   | 180,0   | 182,5   | 327,5 |
| 10      | Youssef Sbai      | Tunezja          | 68,48 | 140,0  | 142,5  | 142,5  | 172,5   | 177,5   | 180,0   | 320,0 |
| 11      | Yoshihisa Miyaji  | Japonia          | 68,92 | 145,0  | 145,0  | 150,0  | 170,0   | 175,0   | 175,0   | 320,0 |
| 12      | François Demeure  | Belgia           | 68,58 | 140,0  | 140,0  | 145,0  | 170,0   | 175,0   | 175,0   | 310,0 |
| 13      | Giuseppe Ficco    | Włochy           | 68,92 | 127,5  | 132,5  | 132,5  | 165,0   | 170,0   | —       | 302,5 |
| 14      | Yasin Arslan      | Turcja           | 68,20 | 130,0  | 135,0  | 137,5  | 160,0   | 165,0   | 170,0   | 300,0 |
| 15      | Sébastien Groulx  | Kanada           | 68,30 | 125,0  | 130,0  | 132,5  | 160,0   | 167,5   | 172,5   | 297,5 |
| 16      | Alexi Batista     | Panama           | 68,48 | 112,5  | 112,5  | 112,5  | 130,0   | 130,0   | 130,0   | 242,5 |
| —       | Wan Jianhui       | Chiny            | 68,98 | 147,5  | 147,5  | 150,0  | 180,0   | 180,0   | 180,0   | —     |